# Johnny Bent
John Peale Bent, detto Johnny (Eagles Mere, 5 agosto 1908 – Lake Forest, 5 giugno 2004), è stato un hockeista su ghiaccio statunitense.

## Palmarès

### Olimpiadi invernali
- Argento a Lake Placid 1932 nell'hockey su ghiaccio.